# Indy Japan 300
Indy Japan 300 (no Brasil: Grande Prêmio do Japão) foi uma corrida da IndyCar Series que era disputado no autódromo Twin Ring Motegi, na cidade de Motegi, Japão.
A primeira competição americana a acontecer no Japão, foi em 1966, no Fuji Speedway, com a USAC Championship Car.
Uma competição do automobilismo norte-americano, só voltou a acontecer em 1998, em Motegi, quando a prova passou a fazer parte do calendário da CART (atual Champ Car). Em 2003, a prova saiu da Champ Car e migrou para a Indy Racing League.
No início de 2011, os organizadores da prova anuciaram que a prova não continuará a partir de 2012.

## Vencedores
| Ano                                   | Data                                  | Vencedor(a)                           | Equipe                                | Chassis                               | Motor                                 | Detalhes                              |
| USAC Championship Car (Fuji Speedway) | USAC Championship Car (Fuji Speedway) | USAC Championship Car (Fuji Speedway) | USAC Championship Car (Fuji Speedway) | USAC Championship Car (Fuji Speedway) | USAC Championship Car (Fuji Speedway) | USAC Championship Car (Fuji Speedway) |
| ------------------------------------- | ------------------------------------- | ------------------------------------- | ------------------------------------- | ------------------------------------- | ------------------------------------- | ------------------------------------- |
| 1966                                  | 9 de Outubro                          | Jackie Stewart                        | Mecom Racing Team                     | Lola                                  | Ford                                  | Detalhes                              |
| CART / Champ Car                      |                                       |                                       |                                       |                                       |                                       |                                       |
| 1998                                  | 28 de Março                           | Adrian Fernandez                      | Patrick Racing                        | Reynard                               | Ford-Cosworth                         | Detalhes                              |
| 1999                                  | 10 de Abril                           | Adrian Fernandez                      | Patrick Racing                        | Reynard                               | Ford-Cosworth                         | Detalhes                              |
| 2000                                  | 13 de Maio                            | Michael Andretti                      | Newman/Haas Racing                    | Lola                                  | Ford-Cosworth                         | Detalhes                              |
| 2001                                  | 19 de Maio                            | Kenny Bräck                           | Team Rahal                            | Lola                                  | Ford-Cosworth                         | Detalhes                              |
| 2002                                  | 27 de Abril                           | Bruno Junqueira                       | Chip Ganassi Racing                   | Lola                                  | Toyota                                | Detalhes                              |
| IndyCar Series                        |                                       |                                       |                                       |                                       |                                       |                                       |
| 2003                                  | 13 de Abril                           | Scott Sharp                           | Kelley Racing                         | Dallara                               | Toyota                                | Detalhes                              |
| 2004                                  | 16 de Abril                           | Dan Wheldon                           | Andretti-Green Racing                 | Dallara                               | Honda                                 | Detalhes                              |
| 2005                                  | 30 de Abril                           | Dan Wheldon                           | Andretti-Green Racing                 | Dallara                               | Honda                                 | Detalhes                              |
| 2006                                  | 22 de Abril                           | Hélio Castroneves                     | Team Penske                           | Dallara                               | Honda                                 | Detalhes                              |
| 2007                                  | 21 de Abril                           | Tony Kanaan                           | Andretti-Green Racing                 | Dallara                               | Honda                                 | Detalhes                              |
| 2008                                  | 20 de Abril                           | Danica Patrick                        | Andretti-Green Racing                 | Dallara                               | Honda                                 | Detalhes                              |
| 2009                                  | 19 de setembro                        | Scott Dixon                           | Chip Ganassi Racing                   | Dallara                               | Honda                                 | Detalhes                              |
| 2010                                  | 18 de setembro                        | Hélio Castroneves                     | Team Penske                           | Dallara                               | Honda                                 | Detalhes                              |
| 2011                                  | 18 de setembro                        | Scott Dixon                           | Chip Ganassi Racing                   | Dallara                               | Honda                                 | Detalhes                              |

- Recorde na Qualificação: Dan Wheldon 201.165 mph (323.743 km/h), 2004
- Recorde na Corrida: Dan Wheldon 166.114 mph (267.334 km/h), 2004

## Nomes da prova
- Budweiser 500k (1998)
- Firestone Firehawk 500k (1999-2001)
- Bridgestone Potenza 500k (2002)
- Indy Japan 300 (2003-2011)
- Indy Japan: The Final (2011)